# أكوبيارا
أكوبيارا (بالبرتغالية: Acopiara‏)؛ بلدية في ولاية سيارا في المنطقة الشمالية الشرقية من البرازيل.